# Gerkerathwinkel
Gerkerathwinkel ist eine Honschaft (ein Ortsteil) des Stadtteils Rheindahlen-Land im Stadtbezirk West (bis 22. Oktober 2009 Rheindahlen) in Mönchengladbach.

## Geografie
Gerkerathwinkel liegt im westlichen Teil des Stadtgebietes von Mönchengladbach.

### Nachbargemeinden
| Herdt           | Hehn      | Wolfsittard |
| JHQ Rheindahlen |           | Dorthausen  |
| Koch            | Gerkerath | Kothausen   |